# Liste der olympischen Medaillengewinner aus Südafrika
Südafrika nahm erstmals 1904 als britische Kolonie an Olympischen Spielen teil. 1908 gewann man mit einmal Gold und einmal Silber die ersten olympischen Medaillen. Ab den Spielen 1912 in Stockholm trat man als Südafrikanische Union an und gewann insgesamt 15-mal Gold, 14-mal Silber und 20-mal Bronze. 1961 gründete sich Südafrika, man trat aber erst 1992 wieder bei Olympischen Spielen an und gewann bei diesen 7-mal Gold, 11-mal Silber und 7-mal Bronze. 1960 trat man erstmals zu den Olympischen Winterspielen an. Bis 1994 blieb es bei dieser Teilnahme, da das IOC das Nationale Olympische Komitee Südafrikas wegen der Apartheid-Politik seit 1964 ausschloss.

## Medaillenbilanz
Insgesamt erkämpften Sportler aus Südafrika bislang 28 Gold-, 36 Silber- und 31 Bronzemedaillen auf Platz 34. Das Land gewann diese Medaillen nur bei Olympischen Sommerspielen.
| Südafrika bei den Olympischen Sommerspielen                                        | Südafrika bei den Olympischen Sommerspielen | Südafrika bei den Olympischen Sommerspielen | Südafrika bei den Olympischen Sommerspielen | Südafrika bei den Olympischen Sommerspielen | Südafrika bei den Olympischen Sommerspielen |      | Südafrika bei den Olympischen Winterspielen | Südafrika bei den Olympischen Winterspielen | Südafrika bei den Olympischen Winterspielen | Südafrika bei den Olympischen Winterspielen | Südafrika bei den Olympischen Winterspielen | Südafrika bei den Olympischen Winterspielen |
| Jahr                                                                               | Gold                                        | Silber                                      | Bronze                                      | Gesamt                                      | Rang                                        | Jahr | Gold                                        | Silber                                      | Bronze                                      | Gesamt                                      | Rang                                        |                                             |
| 1904                                                                               | 0                                           | 0                                           | 0                                           | 0                                           |                                             |      |                                             |                                             |                                             |                                             |                                             |                                             |
| 1908                                                                               | 1                                           | 1                                           | 0                                           | 2                                           | 14                                          |      |                                             |                                             |                                             |                                             |                                             |                                             |
| 1912                                                                               | 4                                           | 2                                           | 0                                           | 6                                           | 7                                           |      |                                             |                                             |                                             |                                             |                                             |                                             |
| 1920                                                                               | 3                                           | 4                                           | 3                                           | 10                                          | 11                                          |      |                                             |                                             |                                             |                                             |                                             |                                             |
| 1924                                                                               | 1                                           | 1                                           | 1                                           | 3                                           | 18                                          |      | 1924                                        | –                                           | –                                           | –                                           | –                                           | –                                           |
| 1928                                                                               | 1                                           | 0                                           | 2                                           | 3                                           | 23                                          |      | 1928                                        | –                                           | –                                           | –                                           | –                                           | –                                           |
| 1932                                                                               | 2                                           | 0                                           | 3                                           | 5                                           | 15                                          |      | 1932                                        | –                                           | –                                           | –                                           | –                                           | –                                           |
| 1936                                                                               | 0                                           | 1                                           | 0                                           | 1                                           | 25                                          |      | 1936                                        | –                                           | –                                           | –                                           | –                                           | –                                           |
| 1948                                                                               | 2                                           | 1                                           | 1                                           | 4                                           | 18                                          |      | 1948                                        | –                                           | –                                           | –                                           | –                                           | –                                           |
| 1952                                                                               | 2                                           | 4                                           | 4                                           | 10                                          | 12                                          |      | 1952                                        | –                                           | –                                           | –                                           | –                                           | –                                           |
| 1956                                                                               | 0                                           | 0                                           | 4                                           | 4                                           | 33                                          |      | 1956                                        | –                                           | –                                           | –                                           | –                                           | –                                           |
| 1960                                                                               | 0                                           | 1                                           | 2                                           | 3                                           | 28                                          |      | 1960                                        | 0                                           | 0                                           | 0                                           | 0                                           |                                             |
| 1964                                                                               | –                                           | –                                           | –                                           | –                                           | –                                           |      | 1964                                        | –                                           | –                                           | –                                           | –                                           | –                                           |
| 1968                                                                               | –                                           | –                                           | –                                           | –                                           | –                                           |      | 1968                                        | –                                           | –                                           | –                                           | –                                           | –                                           |
| 1972                                                                               | –                                           | –                                           | –                                           | –                                           | –                                           |      | 1972                                        | –                                           | –                                           | –                                           | –                                           | –                                           |
| 1976                                                                               | –                                           | –                                           | –                                           | –                                           | –                                           |      | 1976                                        | –                                           | –                                           | –                                           | –                                           | –                                           |
| 1980                                                                               | –                                           | –                                           | –                                           | –                                           | –                                           |      | 1980                                        | –                                           | –                                           | –                                           | –                                           | –                                           |
| 1984                                                                               | –                                           | –                                           | –                                           | –                                           | –                                           |      | 1984                                        | –                                           | –                                           | –                                           | –                                           | –                                           |
| 1988                                                                               | –                                           | –                                           | –                                           | –                                           | –                                           |      | 1988                                        | –                                           | –                                           | –                                           | –                                           | –                                           |
| 1992                                                                               | 0                                           | 2                                           | 0                                           | 2                                           | 41                                          |      | 1992                                        | –                                           | –                                           | –                                           | –                                           | –                                           |
| 1996                                                                               | 3                                           | 1                                           | 1                                           | 5                                           | 27                                          |      | 1994                                        | 0                                           | 0                                           | 0                                           | 0                                           |                                             |
| 2000                                                                               | 0                                           | 2                                           | 3                                           | 5                                           | 55                                          |      | 1998                                        | 0                                           | 0                                           | 0                                           | 0                                           |                                             |
| 2004                                                                               | 1                                           | 3                                           | 2                                           | 6                                           | 43                                          |      | 2002                                        | 0                                           | 0                                           | 0                                           | 0                                           |                                             |
| 2008                                                                               | 0                                           | 1                                           | 0                                           | 1                                           | 70                                          |      | 2006                                        | 0                                           | 0                                           | 0                                           | 0                                           |                                             |
| 2012                                                                               | 4                                           | 1                                           | 1                                           | 6                                           | 23                                          |      | 2010                                        | 0                                           | 0                                           | 0                                           | 0                                           |                                             |
| 2016                                                                               | 2                                           | 6                                           | 2                                           | 10                                          | 30                                          |      | 2014                                        | –                                           | –                                           | –                                           | –                                           | –                                           |
| 2020                                                                               | 1                                           | 2                                           | 0                                           | 3                                           | 52                                          |      | 2018                                        | 0                                           | 0                                           | 0                                           | 0                                           |                                             |
| 2024                                                                               | 1                                           | 3                                           | 2                                           | 6                                           | 44                                          |      | 2022                                        | –                                           | –                                           | –                                           | –                                           | –                                           |
| Gesamt                                                                             | 28                                          | 36                                          | 31                                          | 95                                          |                                             |      | Gesamt                                      | 0                                           | 0                                           | 0                                           | 0                                           |                                             |
| \| \| Gold \| Silber \| Bronze \| Gesamt \| \| Ges. S+W \| 28 \| 36 \| 31 \| 95 \| |                                             |                                             |                                             |                                             |                                             |      |                                             |                                             |                                             |                                             |                                             |                                             |
|                                                                                    | Gold                                        | Silber                                      | Bronze                                      | Gesamt                                      |                                             |      |                                             |                                             |                                             |                                             |                                             |                                             |
| Ges. S+W                                                                           | 28                                          | 36                                          | 31                                          | 95                                          |                                             |      |                                             |                                             |                                             |                                             |                                             |                                             |

## Medaillengewinner

### A
- Moira Abernethy – Schwimmen (0–0–1)
1956 Melbourne: Bronze, 4 × 100 m Freistil Damen
- Cecil Afrika – Rugby (0–0–1)
2016 Rio de Janeiro: Bronze, Herren
- Tim Agaba – Rugby (0–0–1)
2016 Rio de Janeiro: Bronze, Herren
- John Arthur – Boxen (0–0–1)
1948 London: Bronze, Schwergewicht Herren
- Sydney Atkinson – Leichtathletik (1–1–0)
1928 Amsterdam: Gold, 110 m Hürden Herren
1924 Paris: Silber, 110 m Hürden Herren

### B
- Mary Bedford – Schwimmen (0–0–1)
1928 Amsterdam: Bronze, 4 × 100 m Freistil Damen
- Daan Bekker – Boxen (0–1–1)
1956 Melbourne: Bronze, Schwergewicht Herren
1960 Rom: Silber, Schwergewicht Herren
- Robert Bodley – Schießen (0–1–0)
1920 Antwerpen: Silber, Armeegewehr liegend 600 m Mannschaft, Herren
- Esther Brand – Leichtathletik (1–0–0)
1952 Helsinki: Gold, Hochsprung Damen
- Lawrence Brittain – Rudern (0–1–0)
2016 Rio de Janeiro: Silber, Zweier ohne Steuermann Herren
- Matthew Brittain – Rudern (1–0–0)
2012 London: Gold, Vierer ohne Stm. Herren
- Kyle Brown – Rugby (0–0–1)
2016 Rio de Janeiro: Bronze, Herren
- Ronald Brown – Rugby (0–0–1)
2024 Paris: Bronze, Männer
- Ferdinand Buchanan – Schießen (0–1–0)
1920 Antwerpen: Silber, Armeegewehr liegend 600 m Mannschaft, Herren
- Bianca Buitendag – Surfen (0-1-0)
2020 Tokio: Silber, Shortboard Frauen

### C
- David Carstens – Boxen (1–0–0)
1932 Los Angeles: Gold, Halbschwergewicht Herren
- Charles Catterall – Boxen (0–1–0)
1936 Berlin: Silber, Federgewicht Herren
- Donovan Cech – Rudern (0–0–1)
2004 Athen: Bronze, Zweier ohne Stm. Herren
- Marjorie Clark – Leichtathletik (0–0–1)
1932 Los Angeles: Bronze, 80 m Hürden Damen
- Hestrie Cloete – Leichtathletik (0–2–0)
2000 Sydney: Silber, Hochsprung Damen
2004 Athen: Silber, Hochsprung Damen

### D
- Henry Dafel – Leichtathletik (0–1–0)
1920 Antwerpen: Silber, 4 × 400 m Herren
- Selvyn Davids – Rugby (0–0–1)
2024 Paris: Bronze, Männer
- Zain Davids – Rugby (0–0–1)
2024 Paris: Bronze, Männer
- Juan de Jongh – Rugby (0–0–1)
2016 Rio de Janeiro: Bronze, Herren
- Ramon di Clemente – Rudern (0–0–1)
2004 Athen: Bronze, Zweier ohne Stm. Herren
- Gerald Dreyer – Boxen (1–0–0)
1948 London: Gold, Leichtgewicht Herren

### E
- George Estman – Radsport (0–1–0)
1952 Helsinki: Silber, Mannschaftsverfolgung Herren

### F
- Lyndon Ferns – Schwimmen (1–0–0)
2004 Athen: Gold, 4 × 100 m Freistil Herren
- Wayne Ferreira – Radsport (0–1–0)
1992 Barcelona: Silber, Doppel Herren
- Robert Fowler – Tennis (0–1–0)
1952 Helsinki: Silber, Mannschaftsverfolgung Herren

### G
- Justin Geduld – Rugby (0–0–1)
2016 Rio de Janeiro: Bronze, Herren
- Christopher Gitsham – Leichtathletik (0–1–0)
1912 Stockholm: Silber, Marathon Herren
- Harry Goosen – Radsport (0–0–1)
1920 Antwerpen: Bronze, 4000 m Mannschaftsverfolgung, Herren
- Christie Grobbelaar – Rugby (0–0–1)
2024 Paris: Bronze, Männer

### H
- Joan Harrison – Schwimmen (1–0–0)
1952 Helsinki: Gold, 100 m Rücken Damen
- Bridgitte Hartley – Kanu (0–0–1)
2012 London: Bronze, Einer-Kajak 500 m Damen
- George Harvey – Schießen (0–1–0)
1920 Antwerpen: Silber, Armeegewehr liegend 600 m Mannschaft, Herren
- Daphne Hasenjager – Leichtathletik (0–1–0)
1952 Helsinki: Silber, 100 m Damen|100 m Damen
- Alan Hatherly – Radsport (0–0–1)
2024 Paris: Bronze, Mountainbike Männer
- Charles Hefferon – Leichtathletik (0–1–0)
1908 London: Silber, Marathon Herren
- Llewellyn Herbert – Leichtathletik (0–0–1)
2000 Sydney: Bronze, 400 m Hürden Herren
- Penelope Heyns – Schwimmen (2–0–1)
1996 Atlanta: Gold, 100 m Brust Damen
1996 Atlanta: Gold, 200 m Brust Damen
2000 Sydney: Bronze, 100 m Brust Damen
- George Hunter – Boxen (1–0–0)
1948 London: Gold, Halbschwergewicht Herren

### I
- Harry Isaacs – Boxen (0–0–1)
1928 Amsterdam: Bronze, Bantamgewicht Herren

### K
- Henry Kaltenbrunn – Radsport (0–1–1)
1920 Antwerpen: Bronze, 4000 m Mannschaftsverfolgung, Herren
1920 Antwerpen: Silber, Straße Herren
- Shaun Keeling – Rudern (0–1–0)
2016 Rio de Janeiro: Silber, Zweier ohne Steuermann Herren
- Harold Kitson – Tennis (1–1–0)
1912 Stockholm: Gold, Doppel Herren Rasen
1912 Stockholm: Silber, Einzel Herren Rasen
- Werner Kok – Rugby (0–0–1)
2016 Rio de Janeiro: Bronze, Herren
- Cheslin Kolbe – Rugby (0–0–1)
2016 Rio de Janeiro: Bronze, Herren
- Marianne Kriel – Schwimmen (0–0–1)
1996 Atlanta: Bronze, 100 m Rücken Damen
- Frantz Kruger – Leichtathletik (0–0–1)
2000 Sydney: Bronze, Diskuswurf Herren

### L
- Chad le Clos – Schwimmen (1–3–0)
2012 London: Gold, 200 m Schmetterling Herren
2012 London: Silber, 100 m Schmetterling Herren
2016 Rio de Janeiro: Silber, 200 m Freistil, Herren
2016 Rio de Janeiro: Silber, 100 m Schmetterling, Herren
- Leonard Leisching – Boxen (0–0–1)
1952 Helsinki: Bronze, Federgewicht Herren
- Rudolph Lewis – Radsport (1–0–0)
1912 Stockholm: Gold, Straße Herren
- Tristan Leyds – Rugby (0–0–1)
2024 Paris: Bronze, Männer
- Henry Loubscher – Boxen (0–0–1)
1956 Melbourne: Bronze, Halbweltergewicht Herren

### M
- Jenny Maakal – Schwimmen (0–0–1)
1932 Los Angeles: Bronze, 400 m Freistil Damen
- Luvo Manyonga – Leichtathletik (0–1–0)
2016 Rio de Janeiro: Silber, Weitsprung Herren
- Shaun Maswanganyi – Leichtathletik (0–1–0)
2024 Paris: Silber, 4 × 100 m Männer
- Ken McArthur – Leichtathletik (1–0–0)
1912 Stockholm: Gold, Marathon Herren
- Frederick Morgan – Schießen (0–1–0)
1920 Antwerpen: Silber, Armeegewehr liegend 600 m Mannschaft, Herren
- Cecil McMaster – Leichtathletik (0–0–1)
1924 Paris: Bronze, 10.000 m Gehen Herren
- Elana Meyer – Leichtathletik (0–1–0)
1992 Barcelona: Silber, 10.000 m Damen
- William Meyers – Boxen (0–0–1)
1960 Rom: Bronze, Federgewicht Herren
- Godfrey Khotso Mokoena – Leichtathletik (0–1–0)
2008 Peking: Silber, Weitsprung Herren
- Mbulaeni Mulaudzi – Leichtathletik (0–1–0)
2004 Athen: Silber, 800 m Herren
- Jeanette Myburgh – Schwimmen (0–0–1)
1956 Melbourne: Bronze, 4 × 100 m Freistil Damen
- Natalie Myburgh – Schwimmen (0–0–1)
1956 Melbourne: Bronze, 4 × 100 m Freistil Damen

### N
- Sizwe Ndlovu – Rudern (1–0–0)
2012 London: Gold, Vierer ohne Stm. Herren
- Ryk Neethling – Schwimmen (1–0–0)
2004 Athen: Gold, 4 × 100 m Freistil Herren
- Andries Nieman – Boxen (0–0–1)
1952 Helsinki: Bronze, Schwergewicht Herren
- Bradley Nkoana – Leichtathletik (0–1–0)
2024 Paris: Silber, 4 × 100 m Männer
- Quewin Nortje – Rugby (0–0–1)
2024 Paris: Bronze, Männer
- Piet Norval – Tennis (0–1–0)
1992 Barcelona: Silber, Doppel Herren

### O
- Clarence Oldfield – Leichtathletik (0–1–0)
1920 Antwerpen: Silber, 4 × 400 m Herren
- Jack Oosterlaak – Leichtathletik (0–1–0)
1920 Antwerpen: Silber, 4 × 400 m Herren
- Ryan Oosthuizen – Rugby (0–0–1)
2024 Paris: Bronze, Männer

### P
- Terence Parkin – Schwimmen (0–1–0)
2000 Sydney: Silber, 200 m Brust Herren
- Ernest Peirce – Boxen (0–0–1)
1932 Los Angeles: Bronze, Mittelgewicht Herren
- Tiaan Pretorius – Rugby (0–0–1)
2024 Paris: Bronze, Männer

### R
- Louis Raymond – Tennis (1–0–0)
1920 Antwerpen: Gold, Einzel Herren
- Rhoda Rennie – Schwimmen (0–0–1)
1928 Amsterdam: Bronze, 4 × 100 m Freistil Damen
- Susan Roberts – Schwimmen (0–0–1)
1956 Melbourne: Bronze, 4 × 100 m Freistil Damen
- Raymond Robinson – Radsport (0–1–1)
1952 Helsinki: Bronze, 1000 m Zeitfahren
1952 Helsinki: Silber, Tandemrennen
- Bevil Rudd – Leichtathletik (1–1–1)
1920 Antwerpen: Gold, 400 m Herren
1920 Antwerpen: Silber, 4 × 400 m Herren
1920 Antwerpen: Bronze, 800 m Herren
- Kathleen Russell – Schwimmen (0–0–1)
1928 Amsterdam: Bronze, 4 × 100 m Freistil Damen

### S
- Dylan Sage – Rugby (0–0–1)
2016 Rio de Janeiro: Bronze, Herren
- Henri Schoeman – Triathlon (0–0–1)
2016 Rio de Janeiro: Bronze, Herren
- Roland Schoeman – Schwimmen (1–1–1)
2004 Athen: Gold, 4 × 100 m Freistil Herren
2004 Athen: Silber, 100 m Freistil Herren
2004 Athen: Bronze, 50 m Freistil Herren
- Caster Semenya – Leichtathletik (1–1–0)
2012 London: Silber, 800 m Damen
2016 Rio de Janeiro: Gold, 800 m Damen
- Seabelo Senatla – Rugby (0–0–1)
2016 Rio de Janeiro: Bronze, Herren
- Hezekiél Sepeng – Leichtathletik (0–1–0)
1996 Atlanta: Silber, 800 m Herren
- Tommy Shardelow – Radsport (0–2–0)
1952 Helsinki: Silber, Tandem Herren
1952 Helsinki: Silber, Mannschaftsverfolgung Herren
- Dennis Shepherd – Boxen (0–1–0)
1948 London: Silber, Federgewicht Herren
- Akani Simbine – Leichtathletik (0–1–0)
2024 Paris: Silber, 4 × 100 m Männer
- David Smith – Schießen (0–1–0)
1920 Antwerpen: Silber, Armeegewehr liegend 600 m Mannschaft, Herren
- John Smith – Rudern (1–0–0)
2012 London: Gold, Vierer ohne Stm. Herren
- Kwagga Smith – Rugby (0–0–1)
2016 Rio de Janeiro: Bronze, Herren
- Tatjana Smith – Schwimmen (2-2-0)
2020 Tokio: Gold, 200 m Brust Frauen
2020 Tokio: Silber, 100 m Brust Frauen
2024 Paris: Gold, 100 m Brust Frauen
2024 Paris: Silber, 200 m Brust Frauen
- William Smith – Radsport (0–1–1)
1920 Antwerpen: Silber, Tandem Herren
1920 Antwerpen: Bronze, 4000 m Mannschaftsverfolgung, Herren
- William Smith – Boxen (1–0–0)
1924 Paris: Gold, Bantamgewicht Herren
- Philip Snyman – Rugby (0–0–1)
2016 Rio de Janeiro: Bronze, Herren
- Siviwe Soyizwapi – Rugby (0–0–1)
2024 Paris: Bronze, Männer
- Rosko Specman – Rugby (0–0–2)
2016 Rio de Janeiro: Bronze, Männer
2024 Paris: Bronze, Männer
- Malcolm Spence – Leichtathletik (0–0–1)
1960 Rom: Bronze, 400 m Herren
- Lawrence Stevens – Boxen (1–0–0)
1932 Los Angeles: Gold, Leichtgewicht Herren
- Jimmy Swift – Radsport (0–1–1)
1952 Helsinki: Silber, Mannschaftsverfolgung Herren
1956 Melbourne: Bronze, 1000 m Zeitfahren

### T
- James Thompson – Rudern (1–0–0)
2012 London: Gold, Vierer ohne Stm. Herren
- Josia Thugwane – Leichtathletik (1–0–0)
1996 Atlanta: Gold, Marathon Herren
- Willie Toweel – Boxen (0–0–1)
1952 Helsinki: Bronze, Fliegengewicht Herren
- Darian Townsend – Schwimmen (1–0–0)
2004 Athen: Gold, 4 × 100 m Freistil Herren

### V
- Cameron van der Burgh – Schwimmen (1–1–0)
2012 London: Gold, 100 m Brust Herren
2016 Rio de Janeiro: Silber, 100 m Brust, Herren
- Freddie van der Goes – Schwimmen (0–0–1)
1928 Amsterdam: Bronze, 4 × 100 m Freistil Damen
- Jo-Ane van Dyk – Leichtathletik (0–1–0)
2024 Paris: Silber, Speerwurf Frauen
- Wayde van Niekerk – Leichtathletik (1–0–0)
2016 Rio de Janeiro: Gold, 400 m Herren
- Theunis van Schalkwyk – Boxen (0–1–0)
1952 Helsinki: Silber, Halbmittelgewicht Herren
- Shilton van Wyk – Rugby (0–0–1)
2024 Paris: Bronze, Männer
- Sunette Viljoen – Leichtathletik (0–1–0)
2016 Rio de Janeiro: Silber, Speerwurf, Frauen
- Impi Visser – Rugby (0–0–1)
2024 Paris: Bronze, Männer

### W
- Bayanda Walaza – Leichtathletik (0–1–0)
2024 Paris: Silber, 4 × 100 m Männer
- Clarence Walker – Boxen (1–0–0)
1920 Antwerpen: Gold, bis 54 kg Herren
- James Walker – Radsport (0–1–1)
1920 Antwerpen: Silber, Tandem Herren
1920 Antwerpen: Bronze, 4000 m Mannschaftsverfolgung, Herren
- Reggie Walker – Leichtathletik (1–0–0)
1908 London: Gold, 100 m Herren
- Shaun Williams – Rugby (0–0–1)
2024 Paris: Bronze, Männer
- Charles Winslow – Tennis (2–0–1)
1912 Stockholm: Gold, Einzel Herren Rasen
1912 Stockholm: Gold, Doppel Herren Rasen
1920 Antwerpen: Bronze, Einzel Herren